# Жедринские
Жедринские — русский дворянский род.
Фамилия Жедринских происходит от древних благородных предков. Савва Алферьевич Жедринский (1533) по царской грамоте был послан с полковыми воеводами на реку Чусовая.
Их предок, Лука Лукич Жедринский, владел поместьями в середине XV века. Его правнук Григорий  убит при взятии Казани (1552). Двое Жедринских убиты под Конотопом (1659), а Степан Жедринский убит Стенькой Разиным в 1671 году под Симбирском.
Род Жедринских внесён в VI часть родословной книги Орловской, Саратовской, Тульской и Пензенской губерний.
В начале XX века в России было ещё несколько родов этого имени.

## Описание герба
В щите, разделённом на четыре части, посередине находится серебряный щиток, в коем крестообразно положены две сабли остриями вниз (изм. польский герб Пелец). В первой части, в голубом поле, три золотые стрела крестообразно же летящие вверх (изм. польский герб Бэлты). Во второй части, в красном поле, положен серебряный якорь, имеющий анкершток чёрного цвета (польский герб Котвица), а на середине обоих сих полей изображён серебряный полумесяц рогами вверх. В третьей части, в красном поле, золотая подкова шипами вверх обращённая (польский герб Ястржембец). В четвёртой части птица.
Щит увенчан обыкновенным дворянским шлемом с дворянскою короной на нём и тремя страусовыми перьями. Намёт на щите голубого и красного цвета, подложенный серебром.

## Известные представители
- Жедринский Дмитрий Савинович — воевода в Курмыше (1612), в Царёвосанчурске (1614).
- Жедринские: Тимофей Елизарьевич, Григорий Владимирович и Афанасий Дмитриевич — нижегородские городские дворяне (1627-1640).
- Жедринский Андриян Владимирович — стольник патриарха Филарета (1627), московский дворянин (1636-1640).
- Жедринский Никифор Владимирович — патриарший стольник (1629), московский дворянин (1636-1640).
- Жедринский Никифор Владимирович — воевода в Томске (1635-1638).
- Жедринский Александр Никифорович — стряпчий (1658-1676), московский дворянин (1692).
- Жедринский Фёдор Андреянович — московский дворянин (1658-1668).
- Жедринский Богдан — воевода в Симбирске (1671-1675).
- Жедринский Никита Иванович — московский дворянин (1676-1692).
- Жедринский Иван Александрович — стольник царицы Прасковьи Фёдоровны (1686-1692).
- Жедринские: Тимофей и Михаил Ивановичи — стряпчие (1682-1692).
- Жедринский Иван Богданович — стольник (1686-1692)[2][3].
- Жедринский Афанасий Осипович[4][5] — помещик Пензенского уезда.
- Жедринский Егор[6] — прапорщик, поручик, капитан-поручик, капитан лейб-гвардии Семёновского полка. В отставку вышел с чином полковника армии.
- Жедринский Тимофей[7] — капитан, сержант лейб-гвардии Семёновского полка.